# Крігана-Веке
Кріга́на-Ве́ке (Стара Крігана, Старі Крігани, рум. Crihana Veche) — село в Кагульському районі Молдови, утворює окрему комуну.
Село розташоване на півдні країни. Розташоване на річці Прут, де в заплаві створено великий риборозвідник.
Крігана-Веке вперше згадується в документах 1425 року. Село має середню школу імені Міхая Емінеску, де навчаються 1076 учнів, дитячий садочок «Дзвіночок» на 280 місць, будинок культури із залом на 250 місць, бібліотека з фондом в 11500 томів. З культових споруд є церква Святого Теодора Тирона та 2 цвинтаря. Село на 47% газифіковане.
Село має приблизно 9000 га землі, з яких 1687 га водної поверхні (риборозвідники), 3814 га полів, 186 га пасовиськ, 304 га виноградників, 32 га садів, 32 га горіхових посадок, 1188 га лісів. Ґрунти чорноземні, алювіальні та лучні. Неподалік є родовища піску, глини, гравію та щебеню. Клімат помірно континентальний. Рослинність степова.
В селі народився Влад Кубраков — журналіст, політичний діяч та депутат парламенту.